# Młynica (dopływ Popradu)

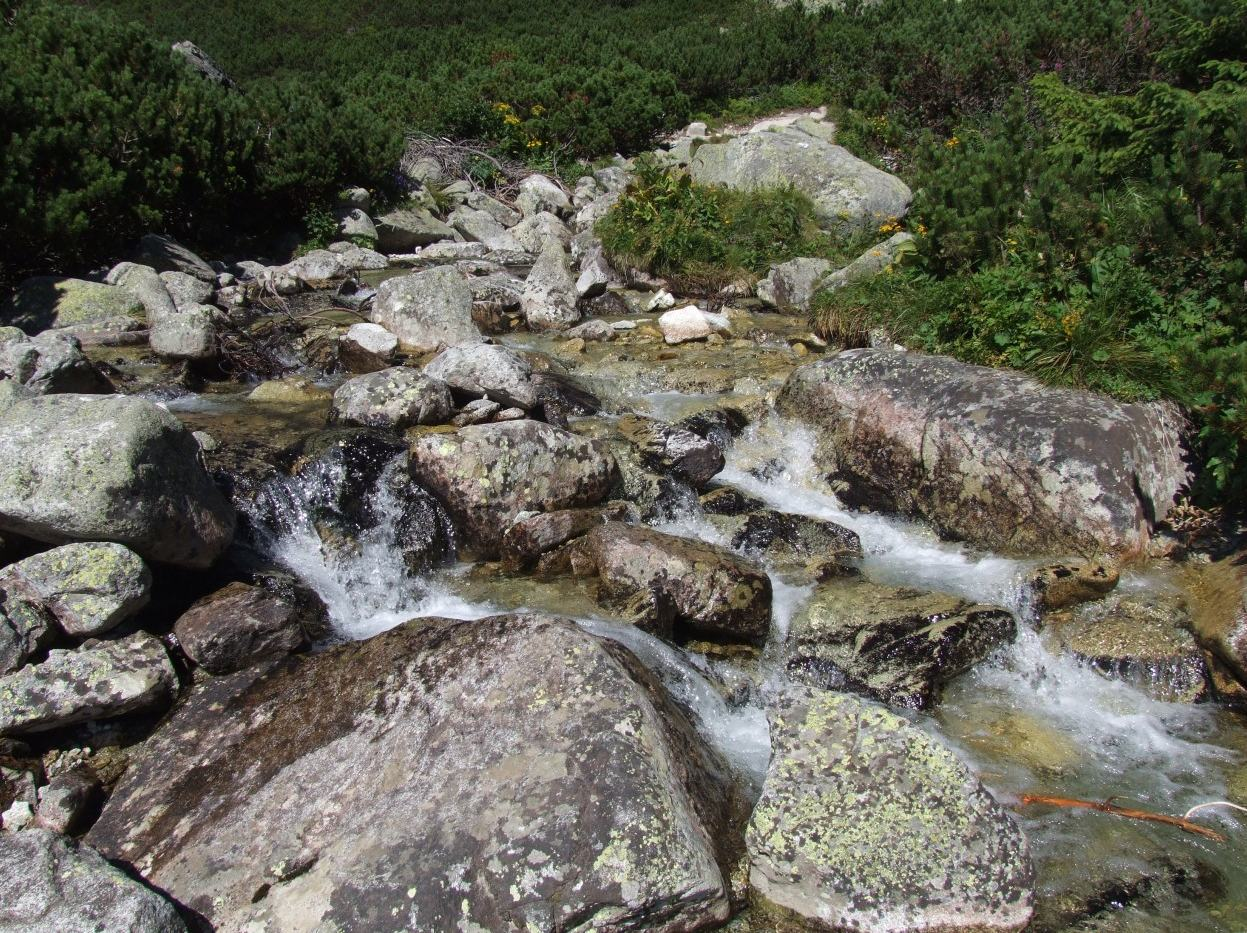
Młynica

Młynica (słow. Mlynica, Mlynický potok, niem. Mlinicabach, węg. Mlinica-patak) – potok płynący Doliną Młynicką w słowackich Tatrach Wysokich. Jest to główny ciek wodny tej doliny, wypływa z Niżniego Koziego Stawu. Przepływa przez Wołowe Stawki i Staw nad Skokiem, poniżej którego tworzy kaskadę zwaną Skokiem. Nieco na wschód od Szczyrbskiego Jeziora potok dzieli się, jedno ramię płynie na południowy wschód i wpada do Popradu, natomiast drugie (utworzone sztucznie) płynie na południe, wpada do Nowego Szczyrbskiego Jeziora i następnie w okolicach Szczyrby wpada do Małego Popradu. Źródła słowackie często dzielą dodatkowo potok na części: odcinek znajdujący się na obszarze Tatr (Szczyrbska Młynica) oraz odcinek uchodzący do Popradu (Popradzka Młynica).
Na niektórych odcinkach w Dolinie Młynickiej (szczególnie w górnym biegu na Zadniej Polanie) potok zanika; przepływa podziemnie, pod głazami.

## Szlaki turystyczne
– żółty szlak ze Szczyrbskiego Jeziora biegnie dnem Doliny Młynickiej, wzdłuż Młynicy, obok wodospadu Skok i dalej na Bystrą Ławkę, położoną nieco na południe od przełęczy Bystry Przechód (dawniej szlak wiódł prosto przez tę przełęcz), stamtąd dalej do Doliny Furkotnej. Przejście szlakiem przez przełęcz jest dozwolone w obie strony, jednak zalecany jest kierunek z Doliny Młynickiej do Furkotnej w celu uniknięcia zatorów na łańcuchach.
- Czas przejścia ze Szczyrbskiego Jeziora do wodospadu: 1:30 h, ↓ 1 h
- Czas przejścia znad wodospadu na Bystrą Ławkę: 2 h, ↓ 1:35 h